# 馬丁縣 (印第安納州)
馬丁縣（英語：Martin County）是美國印地安納州西南部的一個縣。面積882平方公里。根據美國2000年人口普查，共有人口10,369人。縣治肖爾斯（Shoals）。
成立於1820年2月1日。縣名紀念John T. Martin少校。